# Діоніз Блашкович
Діоніз Блашкович (2 серпня 1913, Яблонець — 17 листопада 1998, Братислава) — чехословацький і словацький мікробіолог та вірусолог, доктор медичиних наук, член Чехословацької академії наук, президент Словацької академії наук (1961-1965), депутат комуністичного Національного зібрання Чехословаччини, експерт Всесвітньої організації охорони здоров'я. Учасник Словацького повстання 1944 року. Засновник словацької та чеської наукової школи в галузі вірусології.

## Життєпис
Навчався в Братиславській класичній гімназії, яку закінчив 1931 року. Потім за одними даними навчався в Словацькому університеті в Братиславі, який закінчив у 1939 році. За іншим джерелом навчався в Карловому університеті під керівництвом засновника чеської мікробіології Івана Гонла, який закінчив у 1937 році. Наступні 2 роки був асистентом директора Інституту бактеріології і серології Карлового університету Франтішека Паточки.
У 1939—1944 роках працював старшим дослідником у Інституті гігієни Словацького університету. Улітку 1944 року його мобілізували до армії. Під час Словацького повстання 1944 року перейшов на бік повсталих разом зі своїми співробітниками. Організував гігієнічно-протиепідемічну станцію в рамках медичної частини 1-ї Чехословацької армії в Банській Бистриці.
1945 року здобув габілітацію в Карловому університеті. У 1947—1952 роках завідував віддліом мікробіології та епідеміології Державного інституту охорони здоров'я.
Блашкович був одним з 40 академіків-засновників Чехословацької академії наук у 1952 році, а також був серед співзасновників Словацької академії наук 1953 року. Разом зі званням академіка він здобув ступінь доктора медичних наук. У 1952—1970 роках Блашкович був членом Президії Чехословацької академії наук, зокрема в 1961—1965 роках її першим віцепрезидентом, а 1966—1970 років — просто віцепрезидентом. Паралельно він мав високі посади в Словацькій академії наук: у 1953—1959 і в 1966—1970 роках він був її першим віцепрезидентом, а 1961—1965 — її президентом.
У 1953 році Блашкович очолив Інститут вірусології Чехословацької академії наук. Цей інститут він створив 1952 року як Словацький центральний біологічний інститут, а вже за рік перетворив його на перший інститут вірусології в Центральній Європі. Блашкович беззмінно очолював Інститут вірусології до 1978 року.
У 1954—1960 роках обирався депутатом Національного зібрання Чехословаччини.
Помер 1998 року. Після його смерті було створено Міжнародну фундацію Діоніза Блашковича.

## Науковий внесок
Блашкович вважається засновником вірусології в Чехословаччині як окремої галузі досліджень. Попри свою велику науково-адміністративну працю, він не припиняв і наукових досліджень. Його праці були присвячені питанням харчової та медичної вірусології, зокрема дослідженням циркуляції у природі вірусів грипу та кліщового енцефаліту, вивченню патогенних бактерій.
Був засновником міжнародного наукового журналу «Acta virologica», а з 1957 року — його головним редактором. Його також вважають засновником вірусологічної школи в Чехії та Словаччині..
У 1963—1966 роках був обраний генеральним секретарем Міжнародної ради наукових об'єднань. Був експертом ВООЗ з 1963 року.

## Нагороди та звання
- Державна премія Чехословаччини (1951)
- Медаль імені Я. Пуркінє Чехословацького медичного товариства
- Іноземний член АН СРСР (1966)
- Член Національної академії наук США (1967)
- Член Австрійської академії наук (1968)
- Член Польської академії наук (1977)
- Член Нью-Йоркської академії наук
- Член Німецької національної академії наук Леопольдіни

## Наукові праці
Блашкович був автором понад 170 наукових і понад 500 науково-популярних публікацій.
Деякі праці:
- Blaškovič, D. Ein Beitrag zur systematischen Einreihung des Perezschen Coccobacillus foetidus ozaenae und zur Frage der Ätiologie der Ozaena. Zeitschr. f. Hygiene. 126, 190–204 (1944). https://doi.org/10.1007/BF02284405
- Blaskovic D, Salk JE. A Method Applicable to the Standardization of Influenza Virus Vaccines. Proceedings of the Society for Experimental Biology and Medicine. 1947;65(2):352-359. doi:10.3181/00379727-65-15958 (англ.)
- Blaškovič, D. (1961), TICK-BORNE ENCEPHALITIS IN EUROPE: SOME ASPECTS OF EPIDEMIOLOGY AND CONTROL. Transactions of the New York Academy of Sciences, 23: 215—232. https://doi.org/10.1111/j.2164-0947.1961.tb03116.x (англ.)
- Dionýz Blaškovič. (1963) Koloběh virusů, 110 с.(чес.)
- D. Blaškovič. (1955) Laboratórne metódy vo virológii
- D. Blaškovič. Prírodné ohniská nákaz (1956)
- D. Blaškovič. Otázky experimentálnej patogenézy a rezistencie organizmu voči chrípkovej infekcii virusmi zo skupiny A-FE (1958)
- Blaškovič, D., Raus, J.:An attempt to induce L-forms of bacteria in vivo. I. Passive and active immunization of white rats. Fol. microbiol. 4: 262, 1959.
- Blaškovič, D., Raus, J. An attempt to induce L-forms of bacteriain vivo . Folia Microbiol 5, 21–28 (1960). https://doi.org/10.1007/BF02930893
- Rada, B., Blaškovič, D., Šorm, F. et al. The inhibitory effect of 6-azauracil riboside on the multiplication of vaccinia virus. Experientia 16, 487–488 (1960). https://doi.org/10.1007/BF02158350
- D. Blaškovič. Význam cielenej imunizácie domácich zvierat pre prípadné ohniská kliešťovej encefalitídy (1962),
- D. Blaškovič. Ticks as Virus vectors in Eastern Europe (New York 1963)
- Link, F., Blaškovič, D. & Raus, J. Effect of an Exogenous Interferon on Experimental Influenza Virus Infection and Interferon Production in White Mice. Nature 197, 821–822 (1963). https://doi.org/10.1038/197821a0
- D. Blaškovič. Methods of Virology (New York 1967)
- D. Blaškovič. Základy lekárskej virológie s dodatkem Lekársky význam chlamídií, rickettsií a mykoplaziem (1978)
  - dodatkovou část rozšířil a vydal 1982 v Oxfordu)
- D. Blaškovič, M. Kańtoch[pl]. Virusologia lekarska. Varšava, 1991(пол.)